# Прогноз (супутник)
Прогноз — назва радянських спеціалізованих штучних супутників Землі (ШСЗ) — сонячних обсерваторій, призначених для вивчення впливу сонячної активності на міжпланетне середовище й магнітосферу Землі. На ШСЗ Прогноз було встановлено наукову апаратуру для дослідження корпускулярного й електромагнітного випромінювання Сонця, сонячної плазми, магнітних полів у навколоземному космічному просторі, а також галактичних ультрафіолетових, рентгенівських та гамма-випромінювань. Частина обладнання разом з супутником була постійно орієнтована на Сонце. Дослідження здійснюються за єдиною програмою, початою 1972 року. ШСЗ Прогноз запускалися на дуже витягнуті еліптичні орбіти з максимальним віддаленням від Землі (в апогеї) близько 200 тисяч кілометрів і мінімальним (у перигеї) — 483 ÷ 634 км. Для виведення використовувалася проміжна орбіта. Маса Прогнозів — від 845 до 930 кг. Час активного існування — понад рік. Відповідно до програми міжнародного співробітництва в освоєнні й дослідженні космічного простору на борту Прогнозів встановлювалась і наукова апаратура, створена у Франції, Чехословаччині, Угорщині, Швеції та Польщі.

## Дати запуску
- Прогноз-1 — 14 квітня 1972
- Прогноз-2 — 29 червня 1972
- Прогноз-3 — 15 лютого 1973
- Прогноз-4 — 22 грудня 1975
- Прогноз-5 — 25 листопада 1976
- Прогноз-6 — 22 вересня 1977
- Прогноз-7 — 30 жовтня 1978
- Прогноз-8 — 25 грудня 1980
- Прогноз-9 —